# Marcigny-sous-Thil
Marcigny-sous-Thil település Franciaországban, Côte-d’Or megyében. Lakosainak száma 55 fő (2022. január 1.). Marcigny-sous-Thil Brianny, Braux, Clamerey és Nan-sous-Thil községekkel határos.

## Népesség
A település népességének változása:
| Lakosok száma | 67   | 65   | 43   | 57   | 66   | 68   | 61   | 56   | 55   | 55   |
|               | 1968 | 1982 | 1990 | 2006 | 2013 | 2015 | 2017 | 2019 | 2020 | 2022 |